# Silver Lake (Ohio)
Pour les articles homonymes, voir Silver Lake.
Silver Lake est un village américain situé dans le comté de Summit, dans l'Ohio. Selon le recensement de 2010, sa population est de 2 519 habitants.